# André Bassinet
André Bassinet (Réalmont, 25 février 1899 - Neuilly-sur-Seine, 18 décembre 1982) est un patron de presse français qui a été président-directeur général du quotidien économique et financier La Cote Desfossés à partir de 1949.

## Biographie
Fils d’un facteur des PTT, André Bassinet est né à Réalmont, localité située près de Castres, dans le Tarn, et considérée comme le « plus petit village de France ».
Il part dans les colonies pour gérer les comptoirs à Dakar et au Dahomey, puis rentre en France pour aider son frère Georges à créer la "Banque de l’Union Financière". Les deux frères firent l’acquisition de quelques stations thermales du sud-ouest, puis en 1928, prirent la direction de la "Société des Eaux Minérales de Charbonnières-Les-Bains".
En 1954, les frères Bassinet mettent en vente leurs biens : Casino, hippodrome et toutes les dépendances. Georges Bassinet décède d’un cancer foudroyant le 22 mai 1955 et l’exploitation du Casino et de ses dépendances est reprise par André, secondé par l'un de ses gendres, Michel Blanchon. La plus jeune de ses trois enfants, Michèle, a épousé Jean Chamboulive, qui a pris la succession de son beau-père à la tête de La Cote Desfossés.